# Codex Borgianus
Il Codex Borgianus (Borg. copt. 109; Gregory-Aland: T o 029; Soden: ε 5) è un manoscritto onciale in greco e sahidico datato al V secolo. Contiene il Vangelo secondo Luca e il Vangelo secondo Giovanni. Prende il nome dal suo primo proprietario, il cardinale Stefano Borgia.

## Critica testuale
Il manoscritto manca della Pericope dell'adultera (Vangelo secondo Giovanni 8,1-11) e dei versetti relativi all'agonia di Gesù al Getsemani (Vangelo secondo Luca 22:43-44).